# Selección femenina de sóftbol sub-17 de Gran Bretaña
La selección femenina de sóftbol sub-17 de Gran Bretaña es el equipo nacional juvenil sub-17 de Gran Bretaña. El equipo compitió en el Campeonato Mundial de Sóftbol Femenino Sub-19 de 2013 en Brampton, Ontario, donde terminaron noveno.